# Kentallenit
Kentallenit (oder auch Olivin-Monzonit) ist ein plutonisches Gestein, das zu den Monzoniten gehört. Das manchmal auch als Augit-Diorit bezeichnete Gestein ist äquivalent zu Trachybasalt bzw. zu Syenogabbro. Kentallenite werden gewöhnlich mit Appiniten in Verbindung gebracht, welche ihrerseits als plutonische Äquivalente von Lamprophyren (wie beispielsweise Spessartit, Vogesit, aber auch Kersantit und Minette) angesehen werden. Verwandtschaften bestehen ferner zu Redwitziten, Shonkiniten, Shoshoniten und Vaugneriten.

## Etymologie

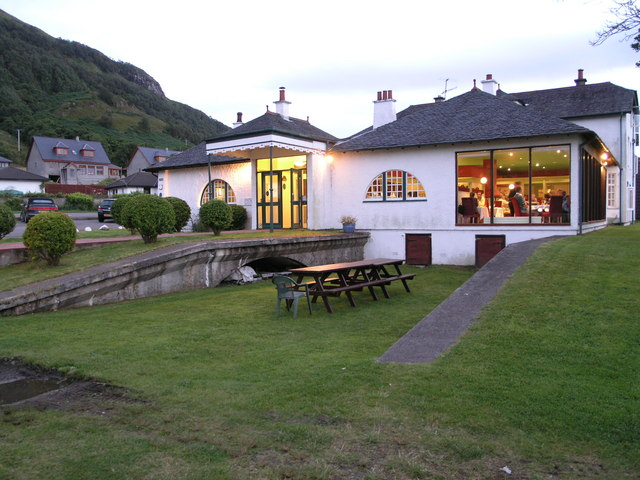
Hotel und Restaurant am ehemaligen Bahnhof von Kentallen

Das monzonitische Gestein Kentallenit (Englisch Kentallenite) ist nach seiner Typlokalität Kentallen bei Ballachulish in Schottland benannt. Kentallen ist die anglizierte Form des schottisch-gälischen Ceann an t-Sàilein mit der Bedeutung  Ende des kleinen Einlasses – wobei Ceann Kopf oder Kopfende und Sàil einen Meeresarm bedeutet.

## Erstbeschreibung und weitere Bearbeitungen
Kentallenit wurde wissenschaftlich bereits im Jahr 1888 von J. J. H. Teall erstmals beschrieben. Kartographisch wurde das Gestein zum ersten Mal im Jahr 1896 von J. Grant-Wilson aufgenommen. Weitere Bearbeitungen erfolgten 1916 durch E. B. Bailey und H. B. Maufe und 1960 durch E. B. Bailey. Jüngere Feldstudien stammen von D. R. Bowes (1962), von I. M. Platten (1966) und von Bowes und A. E. Wright (1967). Petrologische Untersuchungen des Kentallenits gehen auf N. D. S. Westoll (1968), auf Wright und Bowes (1979) und auf S. Hamidullah und Bowes (1987) zurück.

### Definition
J. B. Hill und H. Kynaston definierten Kentallenit im Jahr 1900 als

„örtliche Bezeichnung einer melanokratischen Monzonitvarietät mit einem Mineralbestand aus Olivin, Augit, zoniertem Plagioklas, braunem und grünem Glimmer und interstitiellem Alkalifeldspat.“

Die International Union of Geological Sciences übernimmt in ihren aktuellen Nomenklaturvorschlägen für magmatische Gesteine diese Definition unverändert.

## Typlokalität
Der Kentallenit der Typlokalität ist eine kleine Intrusion, die am Fuß der Grampian Highlands in die kristallinen Schiefer der Dalradian Supergroup (Metasedimente) eindrang. Die Typlokalität liegt am Südostufer des Loch Linnhe, im Mündungsbereich der Kentallen Bay – etwa 19 Kilometer südwestlich von Fort William und 5 Kilometer südwestlich vom an der Mündung des Loch Leven gelegenen Ballachulish.
Die relativ kleine, ovale, nur 600 × 300 Meter messende Olivin-Monzonit-Intrusion ist entlang des Loch Linnhe in die Nordostrichtung ausgelängt. Sie ähnelt sehr stark den charakteristischen appinitischen Intrusionspfropfen. Der Kontakt zu den Nebengesteinen ist mehr oder weniger steilstehend. Ihr Nord- und Südrand schneidet die Foliation der metasedimentären Nebengesteine nahezu im rechten Winkel, ihre Ostseite verläuft jedoch mehr oder weniger konkordant. Die Foliation der Wirtsgesteine (vorwiegend Semipelite und Quarzite der Appin Phyllites und der Appin Limestones) folgt generell der Nordnordost- bis Nordostrichtung und fällt steil (mit bis zu 84°) nach Südost ein. Sie kann aber auch Komplikationen aufweisen – so verläuft unmittelbar am Nordkontakt eine steilstende Antiklinale nach Ostsüdost und auch südlich der Intrusion dreht die Foliation auf Ostsüdost und fällt sehr flach (mit 12°) nach Südsüdwest ein.
An ihrem Nord- und Südrand umgibt eine maximal 30 Meter breite mafische Randzone die Intrusion. Weiter nach innen folgt der eigentliche Kentallenit mit wachsender Biotitgröße. Misst der Biotit am Rand weniger als 5 Millimeter, so wächst er auf 5 bis 10 Millimeter und schließlich auf 10 bis 30 Millimeter im Kernbereich. Ähnlich auch der Phlogopit, der am Rand weniger als 1 Millimeter aufweist, jedoch im Kernbereich auf 10 Millimeter anwächst. Außerdem tauscht er seinen interstitiellen Habitus am Rand gegen eine poikilitische Struktur im Kern. Der Olivin wird zum Rand hin immer seltener und seine Großkristalle (> 10 Millimeter) verschwinden vollständig. Die feinkörnige Randzone trifft im Osten direkt auf Wirtsgestein, im Norden und Süden legen sich aber noch ältere Kontaktfazies der oben erwähnten Randzone dazwischen. Die frühe Kontaktfazies ist am besten an der Küste südlich von Sron Garbh einzusehen. Hierbei handelt es sich um einen sehr feinkörnigen, porphyrischen Kentallenit, bei dem Phänokristalle von Pyroxen und Olivin in einer sehr feinkörnigen Matrix eingebettet sind.
Zwischen dem Wirtsgestein und der frühen Kontaktfazies sind bei Sron Garbh noch zwei kleine Randintrusionen eingeschoben. Die erste besteht aus einem mittelkörnigen Diorit mit Pyroxen, Hornblende und Biotit und enthält auffallende Xenolithen aus Appin Quartzite. Die zweite besteht aus einem Pyroxen-Biotit-Diorit (ohne Hornblende) mit 5 Millimeter großen Pyroxenen und mit einem Xenolithen aus abgeschrecktem porphyrischen Kentallenit. Auf der gegenüberliegenden Südwestseite der Kentallen Bay erscheint ein Pyroxen-Diorit als abgekühlte Randfazies.
Innerhalb der Intrusion finden sich einige Hornfelsgänge, die der Nordwestrichtung folgen – darunter drei Mikrodiorite, ein Mikrogranodiorit und ein rosafarbener Mikrodiorit (kein Hornfels). Ein ostsüdost-streichender Lamprophyrgang quert das Zentrum der Intrusion. Der Verlauf der Kentallen-Bay wird von Nordnordost- und Nordost-streichenden Verwerfungen vorgezeichnet.
Nur 100 bis 200 Meter ostwärts der Kentallenit-Intrusion steht bereits der Ballachulish-Granodiorit an.

## Einführung
Der Kentallenit der Typlokalität ist assoziiert mit den Appiniten des Duror of Appin-Distrikts. Appinite sind generell Hornblende-reiche Dioritintrusionen, die sich aber abhängig vom Alkalifeldspatgehalt zu Monzoniten oder sogar Syeniten weiterentwickeln können. Der jetzt aufgeschlossene Kentallenit stellt wahrscheinlich den tieferen Bereich eines ehemaligen, diatremartigen Explosionsschlotes dar, welcher die regionalmetamorphen Wirtsgesteine durchschlagen hatte und dabei auch Brocken von Wirtsgestein mit sich riss. Sein Alter wird mit 405 bis 391 Millionen Jahren angegeben und stammt somit aus dem Unterdevon (hauptsächlich Emsium). Die Intrusion erfolgte noch vor dem Aufdringen des Ballachulish-Granodiorits.
Die Wirtsgesteine der Dalradian Supergroup hatten die metamorphen Bedingungen der Granat-Amphibolitfazies erreicht. Während der Hauptphase der Deformation wurde zusammen mit der regionalen Foliation ein Synklinorium angelegt – die Cuil Bay Synform. Gleichzeitig entstanden parasitäre Faltenstrukturen. Später wurden die Hauptphasenstrukturen in einer Spätphase überformt und es bildeten sich sodann offene Falten mit steil abtauchenden Faltenachsen sowie spröde Kofferfalten mit steilstehenden Achsenebenen. In Interferenzbereichen dieser Strukturen mit den parasitären Antiklinalen zerrüttete das Gestein in domartigen Aufwölbungen und genau in diesen Zonen konnte der Kentallenit dann später pfropfenartig aufdringen.

## Vorkommen

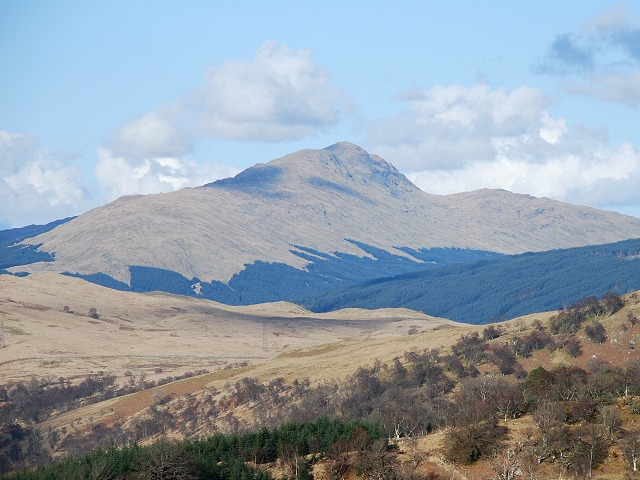
Beinn Bhuidhe von Sron Reithe. Der Gipfel besteht aus Granit des Etive-Plutons, Kentallenit findet sich im Tal des davorgelegenen Brannie Burn

Kentallenite finden sich neben der Typlokalität in den schottischen Kaledoniden über ganz Argyllshire verstreut, konzentrieren sich hierbei jedoch auf vier eruptive/subvulkanische Zentren. Diese Zentren sind alle mit recht bedeutenden Granit- und Dioritintrusionen assoziiert. Meistens werden sie auch von magmatischen Gängen und Lagergängen sowie von Lamprophyren und Porphyren begleitet. Innerhalb dieser Zentren stellen die Kentallenite die mafischsten Gesteine dar und sind meist marginal angeordnet.
Kentallenit-Fundstätten sind in Argyllshire neben der Typlokalität die Vorkommen am Beinn Bhuidhe, am Ben Cruachan und bei Kilmelford mit Loch Avich.
Kentallenit wird auch in den Kaledoniden Norwegens angetroffen – und zwar bei Bindal in der obersten Decke der Skandinavischen Kaledoniden. Sein Alter wird mit 399 ± 10 Millionen Jahren angegeben und ist somit in etwa zeitgleich mit der Typlokalität.
Dem Kentallenit sehr ähnliche Gesteine treten auch im Chhotanagpur Gneissic Complex im Osten Indiens auf. Diese haben ein jedoch Grenville-Alter von 1000 Millionen Jahren.
Auch aus dem Asunción-Rift in Paraguay ist Kentallenit bekannt. Die Gesteine des Asunción-Rifts stammen aus dem Paläozän und sind 59 Millionen Jahre alt.
Ein sehr junges Kentallenit-Vorkommen pliozänen Alters wird aus dem zentralen Sulawesi (Kantewu) berichtet. Weitere Vorkommen finden sich auf Maio in den Kapverden, in Torigoe in Japan, im Kubasadyr-Massiv im zentralen Kasachstan, im zentralen Tansania und im Northern Territory Australiens (assoziiert mit Mikrodiamanten). Somit wird ersichtlich, dass Kentallenit nicht nur auf das Kaledonidenorogen beschränkt ist, sondern mehr oder weniger weltweit angetroffen wird – auch in Riftzonen.

## Mineralogie
Neben den bereits in der Definition angeführten Mineralen essentieller Olivin, zonierter Augit, zonierter Plagioklas, Glimmer (meist Biotit) und Alkalifeldspat finden sich in der Kentallenit-Intrusion der Typlokalität auch Diopsid, Phlogopit und als Akzessorien Ilmenit, Magnetit und Apatit.
Der oft xenomorphe Olivin mit abgerundeten Ecken wird von großen Spaltrissen durchsetzt und zeigt Serpentinisierung und seltener Iddingsitisierung. Er kann in zonierten Klinopyroxenen und auch in Biotit eingeschlossen sein. Oft wirkt Olivin auch als Model für umlagernde Feldspäte. Gelegentlich tritt auch Orthopyroxen (Hypersthen) in der Grundmasse auf. Olivin und Diopsid sind grobkörnig mit 2 bis 8 Millimeter Korngröße, seltene ausgelängte Olivine können auch bis 20 Millimeter erreichen. Die Kristalle sind idiomorph bis hypidiomorph und dicht gepackt und bilden eine nahezu korngestützte Textur.
Der zonierte, nach dem Albit-Gesetz verzwillingte, idiomorphe Plagioklas mit überwiegend An≥50 (meist Labradorit, aber auch Oligoklas) tritt als kleine interstitielle Tafeln auf. Der Alkalifeldspat besteht aus Orthoklas mit teilweiser Karlsbader Verzwillingung und Anorthoklas. Er überwächst entweder den Plagioklas oder bildet poikilitische Kristalle. Die Anteile von Plagioklas und Alkalifeldspat halten sich in etwa die Waage und bilden zusammen die Mesostasis.
Die Phlogopitkristalle sind zwischen 10 und 30 Millimeter groß und schließen Plagioklas und mafische Mineralien poikilitisch ein. Der braune Biotit ist uniaxial und stark pleochroisch, tritt großflächig zerfranst auf, zeigt aber dennoch oft einheitliche optische Ausrichtung in seinen Einzelkristallen. Er umwächst nicht nur Olivin und Augit, sondern manchmal auch Feldspäte – und war somit eines der letzten gebildeten Minerale. Auch Chlorit kann gelegentlich angetroffen werden. Die Oxide (Magnetit und Ilmenit) sind generell in Glimmern eingeschlossen, selten auch in Olivin. Apatit tritt ebenfalls in Glimmern auf, findet sich aber auch in Plagioklas.
Die Kristallisationsabfolge wird wie folgt eingeschätzt: zuerst kristallisierte Olivin lange vor Klinopyroxen. Gegen Ende der Klinopyroxenbildung wuchsen Glimmerminerale, denen Plagioklas nachfolgte. Akzessorien wie Apatit und Oxide erschienen nach Klinopyroxen, aber noch vor den Glimmern.

## Petrologie
Kentallenit ist ein grünlich-schwarz gesprenkeltes, holokristallines, leicht porphyrisches, körniges (mittel- bis grobkörniges), massives und zähes, subvulkanisches Intrusivgestein. Die durchschnittlichen Korngrößen bewegen sich zwischen 1 und 3 Millimeter. Die Farbzahl liegt bei etwa M' = 50. Das mesokrate Gestein ist schwach magnetisch mit einer magnetischen Suszeptibilität von 19.6×10−3 SI-Einheiten. Der Magnetismus wird durch den enthaltenen Magnetit bedingt. Der Magnetit ist primär magmatisch, kann aber auch durch die Serpentinisierung von Olivin hervorgegangen sein.

### Hauptelemente
Die Hauptelemente seien an zwei Proben des Kentallenits der Typlokalität und an drei Proben des Bindal-Kentallenits dargestellt
| Oxid Gew. % | Kentallenit Typlokalität 1 | Kentallenit Typlokalität 2 | Kentallenit Bindal 1 | Kentallenit Bindal 2 | Kentallenit Bindal 3 |
| ----------- | -------------------------- | -------------------------- | -------------------- | -------------------- | -------------------- |
| SiO2        | 48,00                      | 52,09                      | 54,71                | 55,52                | 57,05                |
| TiO2        |                            |                            | 0,89                 | 0,90                 | 0,76                 |
| Al2O3       | 12,52                      | 11,93                      | 14,66                | 14,28                | 13,63                |
| Fe2O3tot    | 8,74                       | 8,95                       | 7,87                 | 8,01                 | 7,49                 |
| MnO         |                            |                            | 0,12                 | 0,14                 | 0,13                 |
| MgO         | 15,26                      | 12,48                      | 6,74                 | 7,02                 | 6,89                 |
| CaO         | 7,94                       | 7,84                       | 6,93                 | 7,15                 | 7,14                 |
| Na2O        | 3,11                       | 2,04                       | 2,82                 | 2,74                 | 3,28                 |
| K2O         | 2,68                       | 3,01                       | 3,22                 | 3,08                 | 3,53                 |
| P2O5        |                            |                            | 0,28                 | 0,29                 | 0,27                 |
| LOI         |                            |                            | 0,80                 | 0,53                 | 0,85                 |

Der SiO2-Gehalt von Kentalleniten bewegt sich zwischen 48 und 57 Gewichtsprozent, die Gesteine sind somit mafisch bis leicht intermediär. Der Kentallenit der Typlokalität ist ausschließlich mafisch. Kentallenite sind an Kieselsäure gesättigte Gesteine mit einem normativen Quarzgehalt von 1,4 bis 6,5 %. Sie liegen entlang der Grenzlinie zwischen dem subalkalischen und dem alkalischen Feld. Ihr Al2O3-Gehalt schwankt zwischen 11,93 bis 14,66 Gewichtsprozent. Die Gesteine sind somit metalumisch mit Al/Na + K > 1 und Al/Na + K + Ca < 1. Der MgO-Gehalt variiert zwischen 6,74 und 15,26 Gewichtsprozent, wobei eben der Kentallenit der Typlokalität seinen mafischen Charakter mit den sehr ungewöhnlich hohen MgO-Werten zu erkennen gibt. Die Magnesiumzahlen von Kentalleniten reichen von 0,5 bis 0,72 (bzw. von 50 bis 72). Sie überlappen daher teilweise mit Appiniten (0,4 bis 0,74), Redwitziten (0,3 bis 0,65) und Vaugneriten (0,36 bis 0,72). Die Gesamteisenwerte liegen zwischen 6,47 und 8,95 Gewichtsprozent Fe2O3tot. Auch hier zeichnet sich die Typlokalität durch hohe Gesamteisenwerte aus. Bei den Alkalien variiert Na2O zwischen 2,04 und 3,28 Gewichtsprozent und K2O zwischen 2,68 und 3,57 Gewichtsprozent. CaO ergibt 6,93 bis 7,94 Gewichtsprozent.

### Spurenelemente
Folgende Spurenelemente wurden hierzu im Bindal-Kentallenit analysiert:
| Spurenelemente ppm | Kentallenit Bindal 1 | Kentallenit Bindal 2 | Kentallenit Bindal 3 |
| ------------------ | -------------------- | -------------------- | -------------------- |
| Pb                 | 23                   | 23                   | 20                   |
| Ni                 | 83                   | 81                   | 85                   |
| Cr                 | 366                  | 381                  | 345                  |
| V                  | 151                  | 147                  | 156                  |
| Zr                 | 174                  | 156                  | 152                  |
| Y                  | 27                   | 27                   | 28                   |
| Sr                 | 623                  | 574                  | 581                  |
| Ba                 | 830                  | 786                  | 758                  |
| Rb                 | 102                  | 109                  | 107                  |
| Nb                 | 10                   | 10                   | 9                    |
| Th                 | 10                   | 15                   | 17                   |

Bei den Spurenelementen sind die Übereinstimmungen mit den Lamprophyren und schottischen Appiniten recht deutlich. Sehr stark angereichert gegenüber MORB sind die LILE Kalium, Rubidium (98 bis 109 ppm), Barium (758 bis 830 ppm) und Thorium (10 bis 17 ppm). Thorium mit bis zu 17 ppm ist knapp 100-fach angereichert, Rubidium um den Faktor 50. Barium zeigt eine knapp 50-fache Anreicherung und Kalium bis zum Faktor 20.
Niobium als HFSE (mit 9 bis 13 ppm) ist eindeutig abgereichert, gegenüber MORB aber immer noch fünffach angereichert. Die LREE sind ebenfalls recht niedrig, beispielsweise Cerium (71 bis 84 ppm) mit einer Anreicherung gegenüber MORB um den Faktor 10 – in etwa vergleichbar auch Lanthan (25 bis 39 ppm) und Neodym (31 bis 48 ppm). Extrem stark abgereichert ist das HFSE Titan (720 bis 900 ppm), das niedriger konzentriert ist als in MORB.

## Entstehung
Es wird angenommen, dass das ursprüngliche Magma des Kentallenits der Typlokalität durch die porphyrische Abschreckfazies repräsentiert wird – eine Randfazies bestehend aus Pyroxen-Biotit-Diorit. Diese Randfazies weist Ähnlichkeiten mit anderen Abschreckgesteinen der Appinit-Reihe auf. Laut Platten (1991) bildete das sich umwälzende, konvektierende Magma Pyroxenit- und Peridotitkumulate entlang den Rändern durch an Ort und Stelle erfolgende (in-situ) Kristallisation. Zeitweilige Unterbrechungen der Umwälzbewegungen bedingten jedoch die Kristallisation eines Meladiorits an den relativ kalten Außenwänden. Ein neuer Einstrom von mafischerem Magma in die Röhre deplatzierte die vorhandenen Schmelzen und bewirkte überdies den teilweisen Einsturz der Randkumulate, deren Wegfuhr und auch den Abtransport der ursprünglichen Abschreckfazies. Auch das neue Magma wurde dann seinerseits an den Außenwänden zu der recht feinkörnigen Randfazies abgekühlt. Das langsame Ausfallen und Zusammenballen von Olivin- und Pyroxenphänokristallen im Zentrum der Intrusionsröhre erzeugte schließlich den für einen Kentallenit typischen Olivin-Monzonit mit seinen dichtgepackten Olivin- und Pyroxenkristallen.

## Zeitlicher Ablauf
Anhand der gut aufgeschlossenen Kontaktfazies, die außerdem noch innerhalb der Kontaktaureole des Ballachulish-Plutons gelegen sind, der nahegelegenen Great Glen Fault und einer Reihe von erkennbaren magmatischen, hydrothermalen und tektonischen Ereignissen, kann eine komplizierte zeitliche Abfolge der Intrusion etabliert werden.
Die Platznahme der Kentallenit-Intrusion war nach der Verformung der Wirtsgesteine und deren Metamorphose in mindestens zwei Schritten erfolgt. Nach der eigentlichen zweistufigen Röhrenintrusion entstanden noch zwei Gangscharen und es kam außerdem zur hydrothermalen Gesteinsumwandlung. Erste Bewegungen an der Great Glen Fault fanden statt und in etwa gleichzeitig stieg auch der Ballachulish-Pluton auf. Sodann folgten zwei weitere Gangscharen und erneute hydrothermale Einwirkungen zerrissen darauf den Gesteinsverband. Schließlich entstanden Adern unter erneuten Bewegungen an der Great Glen Fault.